# A Virgem (Klimt)
A jovem é uma pintura a óleo sobre tela do pintor simbolista austríaco Gustav Klimt, datada de 1913, a fase final do artista. A pintura mostra um mulher, rodeada por quatro das personalidades, e flores, o que, no seu conjunto, faz referência ao amadurecimento feminino desde a virgindade até à mulher adulta. As quatro mulheres que envolvem o modelo central estão entrelaçadas. Tal como habitual nas pinturas de Klimt, o amor a sexualidade e a regeneração estão presentes, aqui representados pela forma cíclica circular da pintura. As diferentes fases da vida são representadas pela mesma mulher, cujas poses mais ousadas parecem estar inseridas num cenário subaquático. A concha vazia do vestido de uma das mulheres, na base, dá à luz com através de uma cascata de cores.